# Castillo de Matsusaka
El castillo de Matsusaka (松坂城,Matsusaka-jō) fue un castillo japonés (ahora en ruinas) en Matsusaka, Prefectura de Mie, Japón. Durante gran parte del periodo Edo, el castillo de Matsusaka fue un centro administrativo secundario del clan Kishu-Tokugawa, daimios del Dominio de Kishū. El recinto ha sido declarado Sitio Histórico Nacional por el gobierno japonés.

## Historia
En 1584, por orden de Oda Nobunaga, Gamō Ujisato fue transferido de sus posesiones en la Provincia de Omi (60,000 koku) a un nuevo dominio de 123,000 koku en la Provincia de Ise. En 1588, considerando que el castillo de Matsugashima en la bahía de Ise era indefendible,  trasladó su sede más hacia el interior, al emplazamiento actual del castillo de Matsusaka. La construcción se completó en un tiempo muy corto, gracias en parte a que se obtuvo la piedra de las murallas de la destrucción de templos budistas locales y un antiguo túmulo funerario (kofun). Los habitantes de Matsugashima fueron obligados a reasentarse en la nueva ciudad aneja al castillo, y se invitó a los mercaderes del antiguo dominio del clan Gamō, en Omi, a asentarse. El castillo completado tenía dos fosos concéntricos y una torre del homenaje de tres tejados y cinco pisos.
Tras la batalla de Odawara, el clan Gamō fue recompensado por Toyotomi Hideyoshi con el traslado a Aizu-Wakamatsu (600.000 koku). El castillo de Matsusaka le fue dado a un vasallo de Toyotomi, Hattori Kazutada. En 1595, el clan Hattori fue purgado, junto con Toyotomi Hidetsugu, por Hideyoshi y el dominio se le entregó a Furuta Shigekatsu, con un estipendio muy inferior (34.000 koku). Las posesiones del clan Furuta le fueron confirmadas por Tokugawa Ieyasu y sus ingresos aumentados a 54.000 koku después de la batalla de Sekigahara. 
En 1619, el clan Furuta fue transferido a Hamada en la Provincia de Iwami, y el Dominio de Matsusaka fue abolido. Sus territorios fueron incorporados a las posesiones del clan Kishu-Tokugawa en el Dominio de Kishū, con sede en el castillo de Wakayama. A pesar de la política oficial de “un país-un castillo”, las fortificaciones existentes en Matsusaka no fueron destruidas, sino que se conservaron como centro de la administración de los territorios del dominio  (179,000 koku) en el sur de la Provincia de Ise. No obstante, la torre del homenaje fue destruida por un tifón en 1644 y no fue reconstruida. En 1794, se construyó una residencia fortificada (jin'ya). El clan Kishu-Tokugawa conservó el territorio hasta la restauración Meiji.
En 1877, un incendio destruyó el palacio dentro del segundo patio, y en 1881 todos los edificios del castillo restantes fueron demolidos, con la excepción de un solo almacén de arroz. 

## El castillo hoy
Entre 1988 y 2003, los fosos y murallas fueron sometidos a una extensa reparación y reconstrucción. Mientras tenían lugar las obras, se descubrió que gran parte de las murallas estaban construidas con el mismo estilo que el del castillo de Azuchi. 
Las ruinas aparecieron en la lista de los 100 notables castillos de Japón realizada por la Fundación de Castillos de Japón en 2006. El 7 de febrero de 2011, el emplazamiento del castillo de Matsusaka fue declarado Sitio Histórico Nacional por el gobierno japonés.
En el recinto del castillo se encuentran el ayuntamiento moderno de la ciudad, el hospital municipal, un museo de historia local y la Motoori Norinaga Memorial Hall.